# 李原縉
李原縉（？—？），湖廣湘鄉縣人。明朝政治人物。

## 生平
永樂二年進士李學初之子，永樂二十二年（1424年）甲辰科進士。官刑科給事中。明宣宗駕崩，李原縉不哀臨，反而私自納妾，被下獄。正統四年（1439年），受雲南中衛舍人童銘賄賂，被論罪。